# Michał Nagy
Michał Paweł Nagy (ur. 2 października 1970 w Warszawie) – gitarzysta i pedagog.
Ukończył studia w Akademii Muzycznej im. Fryderyka Chopina w Warszawie pod kierunkiem Janusza Raczyńskiego, Marcina Zalewskiego i Ryszarda Bałauszki. Kształcił się także w Konserwatorium Wiedeńskim. Od 1997 naucza w Akademii Muzycznej w Krakowie na Wydziale Instrumentalnym, Katedry Klawesynu i Dawnych Instrumentów Strunowych. W 2006 uzyskał stopień naukowy doktora nauk o sztukach pięknych.
W 2013 uzyskał habilitację w dziedzinie sztuk muzycznych (instrumentalistyka). Od 1997 pracuje w Akademii Muzycznej w Krakowie – Wydziale Instrumentalnym – Katedrze Gitary i Harfy; obecnie jako adiunkt.
Laureat I nagrody na Międzynarodowym Konkursie Gitarowym w Fiuggi (1988), I nagrody na Międzynarodowym Festiwalu Gitarowym w Gdańsku (1995), III nagrody na Międzynarodowym Festiwalu Śląska Jesień Gitarowa w Tychach (1996), I nagrody na Międzynarodowym Festiwalu Gitarowym w Krakowie (1997).
Współtwórca i członek kwartetu gitarowego The Guitar4mation, którego płyta „Piazzolla Tango" otrzymała Nagrodę Muzyczną Fryderyk 2002 w kategorii Album Roku – Muzyka Kameralna. Michał Nagy wspólnie z Marcinem Siatkowskim nagrał płytę „Micro piezas" nominowaną do nagrody Fryderyk 2000.
W 2022 został odznaczony Srebrnym Krzyżem Zasługi.

### Opracowania online
- Dr Michał Nagy, nota biograficzna, [dostęp 2018-10-12].
- Michał Nagy, nota biograficzna (pol.) [w:] Polskie Centrum Informacji Muzycznej, [dostęp 2017-07-27].
- Dr hab. Michał Nagy, [w:] baza „Ludzie nauki” portalu Nauka Polska (OPI PIB) [dostęp 2012-07-27].